# Kellau
Kellau ist ein Ortsteil im Salzachtal im Land Salzburg, eine Ortschaft und Katastralgemeinde der Gemeinde Kuchl, im Bezirk Hallein (Tennengau).

## Geographie
Der Ortsteil befindet sich etwa 24 Kilometer südöstlich des Salzburger Stadtzentrums, südöstlich von Kuchl und nordöstlich an Golling grenzend.
Die Kellau umfasst etwa die Talung des Mitterbachs zwischen dem Westfuß des Schwarzen Bergs (1584 m ü. A.), dem südwestlichsten Gipfel der Osterhorngruppe, und dem Gollinger Rabenstein, auf um die 500 m ü. A. Höhe. Diese bildet eine kleine rechte Nebenbucht des Golling-Halleiner Beckens (Vordere Kellau). Dort liegen insbesondere die kleinen Weiler Rußegg und Hiasenbauer.
Der Rabenstein (628 m ü. A.) ist ein Inselberg im Salzachtal, zwischen diesem und dem Schwarzen Berg führt der Mitterbach in eine kleine Talung, die südlich vom Haarberg zum untersten Lammertal hin abgegrenzt ist, die Hinterkellau.
Die Katastralgemeinde und weitestgehend deckungsgleich Ortschaft
Kellau umfasst mit etwa 471 Hektar auch noch die Talebene bis an die Salzach und den unteren Kertererbach. Dort verläuft die B159 Salzachtalstraße Nord–Süd von Kuchl nach Golling. Zum Ortschaftsgebiet (als zerstreute Häuser eingestuft) gehören 200 Gebäude mit 720 Einwohnern. Das umfasst auch etwa 40 Häuser, die direkt an der Ortsgrenze mit Golling verwachsen sind, die weiteren Häuser an der B159, sowie die Weiler Taxgut und Kratzerau und das Gewerbegebiet Brennhoflehen zur Salzach hin. Die nördlichsten Häuser und das Gipswerk Moldan grenzen zu Strubau (Ortsteil Georgenberg).
| Kuchl (O u. KG)                       | Georgenberg (O u. KG)                                | Oberlangenberg ∗ (O u. KG, Gem. St. Koloman)         |
| Weißenbach (O u. KG) Salzach          | Kompassrose, die auf Nachbargemeinden zeigt          | Voregg-Moosegg (O u. KG Voregg, Gem. Scheffau a.Tg.) |
| Torren (O u. KG, Gem. Golling a.d.S.) | Golling Obergäu (beide O u. KG, Gem. Golling a.d.S.) | Scheffau (O u. KG, Gem. Scheffau a.Tg.)              |

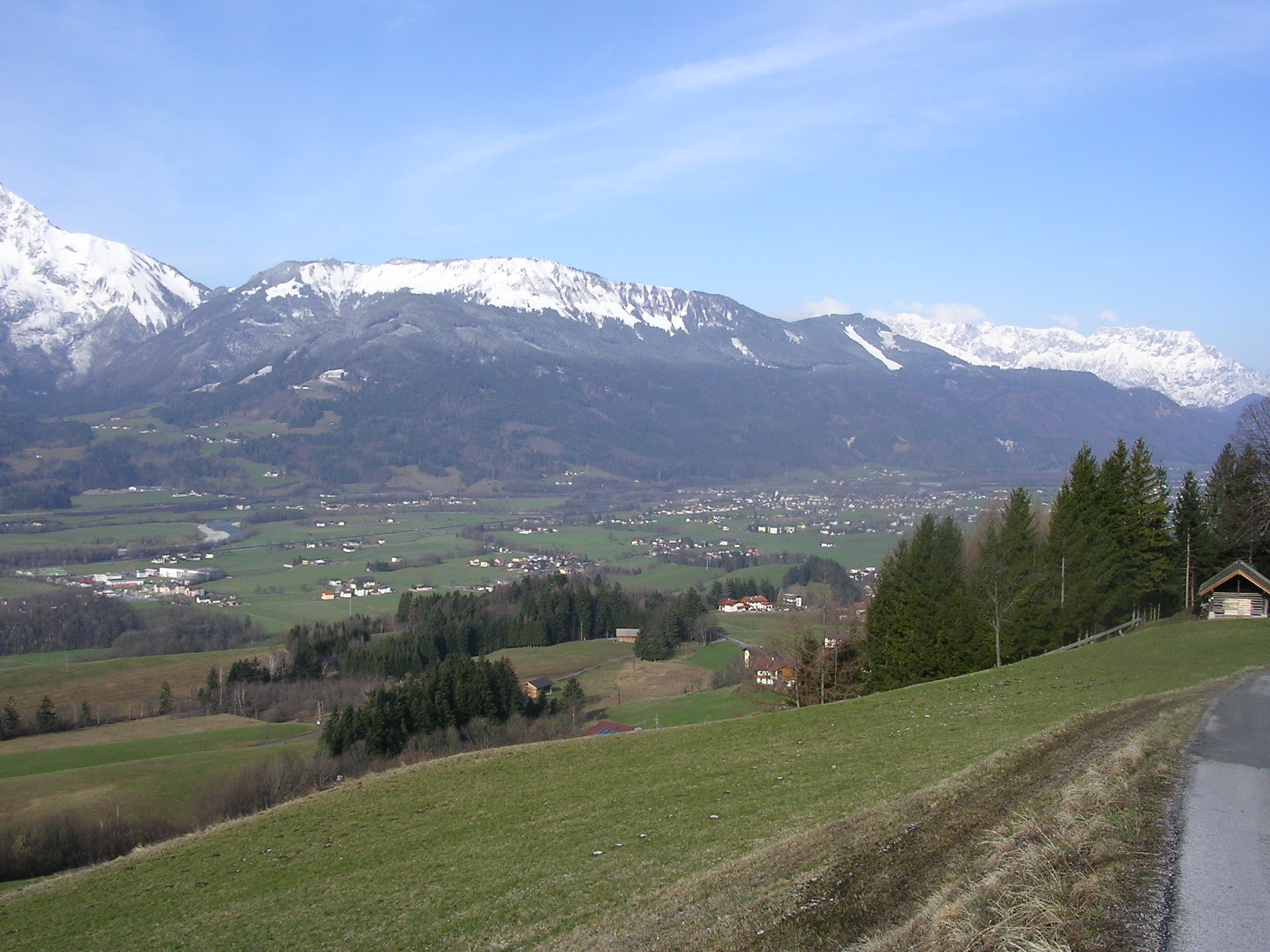
Blick auf Kuchl von Voregg gegen das Roßfeld (Hahnenkamm): mittig rechts die untere Kellau mit dem Gewerbegebiet; hinten links Göllstock, rechts der Untersberg

∗ Oberlangenberg grenzt nur ein kurzes Stück beim Gipswerk Moldan an.

## Geschichte, Infrastruktur und Sehenswürdigkeiten
Beim Kellgut und Irlergut wurde 1911 ein römischer Weihealtar gefunden, und in Folge bei Grabungen bis 1925 eine vollständige Villa rustica, ein römisches Landgut, ausgegraben. Der Weihealtar wird anhand der Inschrift einem L. Pomp.Aquilinius Potens zugeschrieben, und auf um 200 n. Chr. datiert, das Anwesen daher als Villa des L. Pomp. Aquilinius Potens genannt. Sie wurde, weil sie genau im bebauten Raum der Höfe liegt, wieder eingeschüttet, die geborgenen Funde sind im Heimatmuseum Kuchl und im Salzburg Museum (Carolino Augusteum) zu finden.

Durchs heutige Ortsgebiet zog sich auch die wichtige Römerstraße Virunum–Iuvavum von der alten Hauptstadt der Provinz Norikum, Virunum im Zolleld, über den Radstädter Tauern nach Salzburg (Iuvavum), dem Verkehrsknoten des Alpenvorlandes. Am Georgenberg lag Cucullae, mit dem Mansio (Poststation) am Fuß und einem Castellum am Berg. Der heutige geradlinige Straßenverlauf der B159 von Golling nordwärts, dann nordwestwärts auf Kuchl zu – der auch der alten Reichstraße entspricht – und der folgenden Nebenstraße auf David am Georgenberg zu, wird als Verlauf dieser Römerstraße angenommen. Die schnurgeraden Straßenstücke entsprechen den römischen Vermessungsgewohnheiten, und die beiden Straßenkniee liegen genau 1 und 2 römische Meilen (1000 Schritt, 1½ km) vom Georgenberg, Golling 3 Meilen.

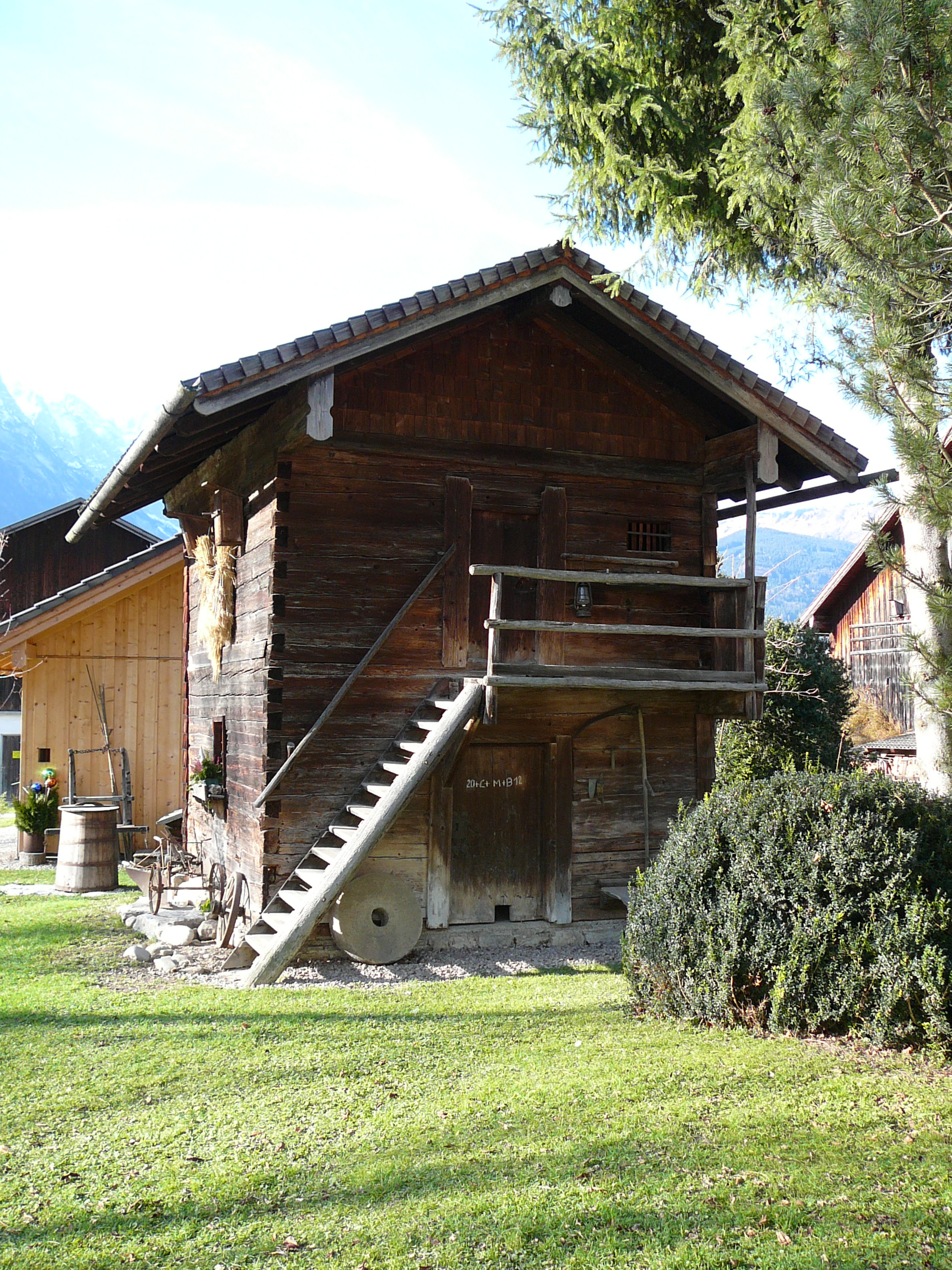
Der Getreidekasten Rußegg

Der Ort selbst erscheint schon im frühen 12. Jahrhundert als Chele mit unbekannter sprachlicher Herkunft.
1125–1147 tritt ein Hartwig von Chele als Zeuge urkundlich in Erscheinung, dann ein oder zwei Manegold von Chele. Es handelt sich wohl um angesehene Gutsbesitzer vom Kellgut, das um 1160 als Ort genannt ist. 1459 wird ein Niklasen von Kelau und 1460 Niklas Grill „gesessen zu Chel im Kucheltal“ genannt. Das -au ist also eine relativ späte Befügung, wohl zur expliziten Bezeichnung des Landschaftsraumes. Um 1609 hat dieser schon 56 steuerpflichtige Einwohner.

Die Ortschaft war lange landwirtschaftlich geprägt, die alten Hofstellen belegt etwa auch der denkmalgeschützte Getreidekasten vom Rußegggut (Nr. 32), der 1666 bezeichnet ist, und die Hofmühle des Hiasenbauer, datiert mit 1790.
Schon im frühen 17. Jahrhundert wurde begonnen, am oberen Kertererbach Gips abzubauen, was sich als das größte österreichische Gipsvorkommen herausstellte. Die Firma Moldan Baustoffe (heute Tochterfirma der Salzburger Sand und Kieswerke, SSK) besteht bis heute.
Bis in die 1940er hatte der Ort über Jahrhunderte um die 50 Häuser mit um die 250–300 Einwohner, erst nach dem Zweiten Weltkrieg beginnt eine dichtere Besiedelung. Ein Fünftel der Ortschaft gehört heute faktisch zu Golling, so befindet sich auch das Ortsendeschild der B159 schon einige hundert Meter auf Kuchler Gemeindegebiet. Der Gutteil gehört auch zum Schulsprengel der Volksschule Golling.

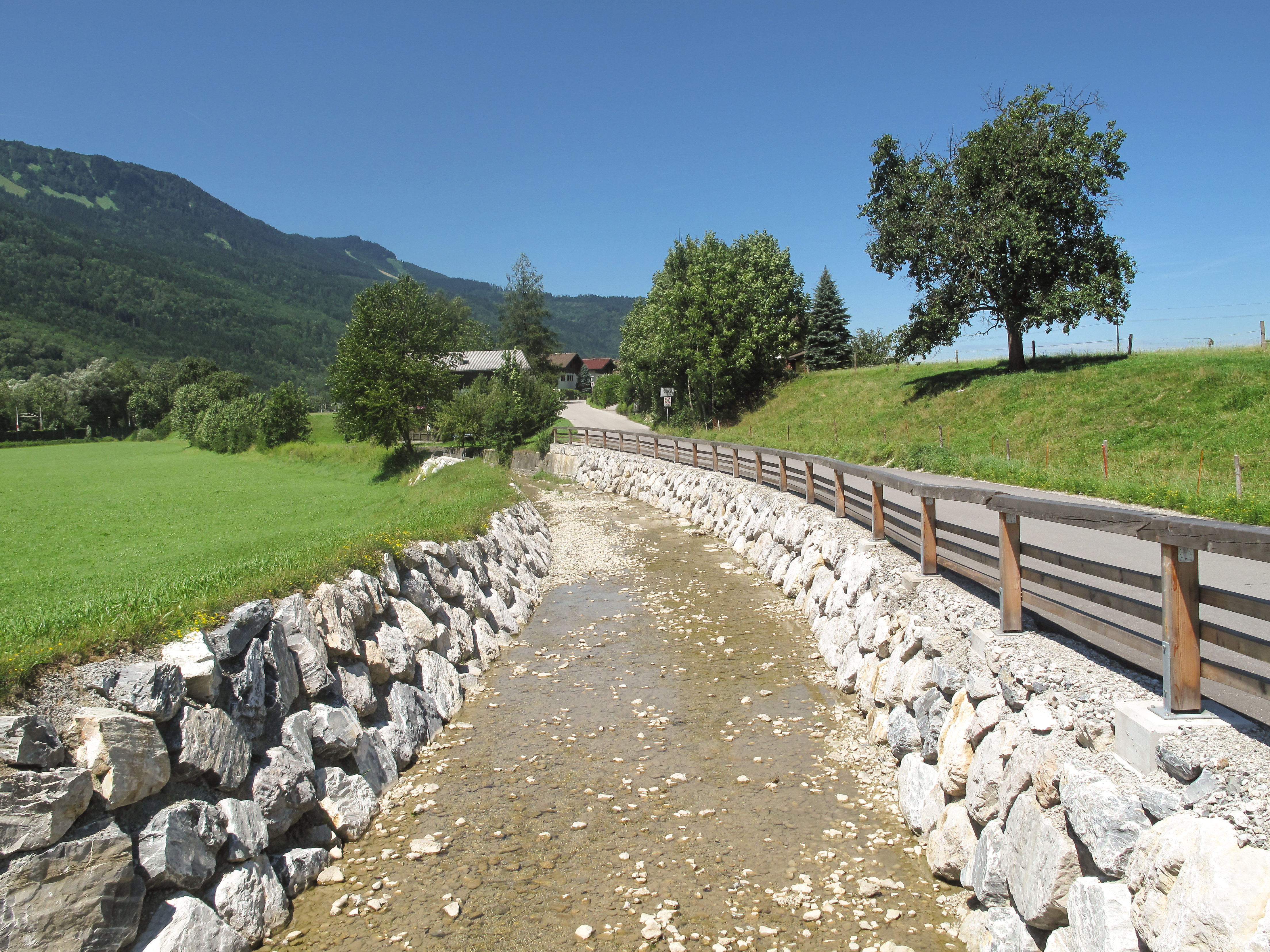
Unterster Kerterbach bei Kuchl

In den 1980ern und 1990ern war besonders das Gewerbegebiet Brennhoflehen höchst umstritten, die im Ort unerwünschte Betriebsansiedlung wurde bis zum obersten Gerichtshof judiziert.

Der Brennhof mit einem Flächenausmaß von ca. 12 ha wurde in ein Gewerbegebiet umgewidmet. Es sollten 851 neue Arbeitsplätze geschaffen werden. Das Gewerbegebiet wurde mittlerweile überwiegend bebaut, obwohl der Verfassungsgerichtshof die Umwidmung als rechtswidrig aufhob (Zahl V 16/91-13). Entgegen den Beschlüssen der Gemeindevertretung sind mehr Distributions- als Produktionsbetriebe und LKW-Garagen vor Ort. Die angepeilte Arbeitsplatzanzahl wurde nicht erreicht.
Berühmtheit erlangte im Zuge des "Kampfes ums Brennhoflehen" eine Aussage des damaligen Landeshauptmannes Dr. Hans Katschthaler anlässlich einer Demonstration im Chiemseehof 1993, als dieser den Bürgern zurief „geht zurück in die Dörfer“.
Die Gründung der lokalen Liste „Unabhängige Liste – Lebenswertes Kuchl“ war eine Folge dieser Auseinandersetzungen, diese war 25 Jahre (1989–2014) lokalpolitisch tätig.
Die Talkante und die hintere Kellau sind als Teil des Landschaftsschutzgebietes Rabenstein–Kellau vor Bebauung geschützt.